# Barbilophozia quadriloba
Barbilophozia quadriloba là một loài rêu trong họ Anastrophyllaceae. Loài này được Lindb. Loeske mô tả khoa học đầu tiên năm 1909.